# Dialysis reparta
Dialysis reparta är en tvåvingeart som beskrevs av Webb 1978. Dialysis reparta ingår i släktet Dialysis och familjen vedflugor.
Artens utbredningsområde är Kalifornien. Inga underarter finns listade i Catalogue of Life.